# Steel (englische Band)
Steel war eine englische New-Wave-of-British-Heavy-Metal-Band aus Birmingham, die 1980 gegründet wurde und sich 1984 auflöste.

## Geschichte
Die Band wurde im Jahr 1980 gegründet und bestand aus dem Sänger Paul Tunnecliffe und dem Schlagzeuger Simon Atkins, die zuvor schon in anderen Bands gespielt hatten, sowie dem Bassisten John Fox. Letzterer wurde innerhalb weniger Monate durch Stefan Cartwright ersetzt. An den E-Gitarren wurde die Besetzung durch Dave Brookes und Paul Roe ergänzt. Als Manager waren der ehemalige Judas-Priest-Manager Dave Corke und der ehemalige Judas-Priest-Schlagzeuger John Hinch für die Band tätig. Es folgten die ersten lokalen Auftritte, wodurch die ersten Plattenlabel Interesse zeigten, woraufhin Steel einen Plattenvertrag bei Neat Records unterzeichnete. Hierüber erschien 1981 die Single Rock Out mit dem Song All Systems Go als B-Seite. Die Aufnahmen hierzu hatten in den Impulse Studios stattgefunden, die Single verkaufte sich jedoch nur mäßig. Der Veröffentlichung folgten Auftritte, unter anderem zusammen mit Iron Maiden. 1982 wurde All Systems Go für den Neat-Records-Sampler 60 Minutes Plus wiederverwendet. Etwas später verließ Paul Tunnecliffe die Besetzung, die verbliebenen Mitglieder verlegten daraufhin den Sitz der Band nach Wolverhampton. Sie versuchten die entstandene Lücke durch den Sänger Rick Chase (Mama’s Boys) zu schließen. Nach Demoaufnahmen, bei denen sie neue Lieder wie End of the Line einspielte, und ein bis zwei letzten Auftritten mit Magnum löste sich Steel 1984 auf. Ian West hatte zuvor Simon Atikins im selben Jahr ersetzt.

## Stil
Laut Malc Macmillan liegen die Ursprünge der Band im Bereich des traditionellen Rock der 1970er Jahre. Die Single biete eine exzellente Version der dynamischen NWoBHM-Musik und höre sich dabei wie eine Mischung aus der Energie von Hollow Ground und der Melodik von Stagefright an. Das Titellied habe große Ähnlichkeit mit Detroit Rock City von Kiss. Matthias Mader fasste in NWoBHM New Wave of British Heavy Metal. The glory Days zusammen, dass hierauf durchschnittlicher Metal zu hören ist, der nicht besser oder schlechter gewesen sei, als die meisten anderen Singles des Jahres 1981. The International Encyclopedia of Hard Rock and Heavy Metal befand, dass auf der Single Musik mit einem guten Heavy-Metal-Klang zu hören ist.

## Diskografie
- 1981: Rock Out (Single, Neat Records)